# Estación de San Juan Alto

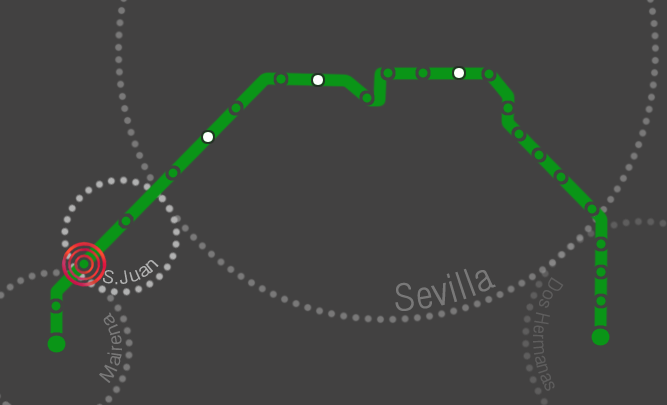
Localización

San Juan Alto es una de las dos estaciones de la Línea 1 del metro dentro del término municipal de San Juan de Aznalfarache, está situada junto al barrio residencial de Montelar y junto a la Autovía Sevilla - Mairena.
La estación de San Juan Alto del Metro de Sevilla consta de un vestíbulo cubierto en superficie y andenes en un nivel inferior pero también en superficie. La estación recibe iluminación natural.
Dispone de ascensores para personas de movilidad reducida, andenes laterales, escaleras mecánicas, venta de billetes automática, sistema de evacuación de emergencia y mamparas de seguridad para evitar caídas accidentales o el paso de un andén a otro por el piso de vías.
San Juan Alto se encuentra en zona 0 dentro de la zonificación de Metro de Sevilla.

## Accesos
- Urbanización Montelar (Junto a la autovía A-8057) San Juan de Aznalfarache, Sevilla.
- Urbanización Montelar (Junto a la autovía A-8057)

## Líneas y correspondencias

### Servicios de metro
| << cabecera | < estación | línea | estación >    | cabecera >>       |
| ----------- | ---------- | ----- | ------------- | ----------------- |
| Ciudad Expo | Cavaleri   |       | San Juan Bajo | Olivar de Quintos |

### Otras conexiones
| LÍNEA | Trayecto                                       | Zona |
| ----- | ---------------------------------------------- | ---- |
| M-150 | Mairena del Aljarafe                           | B    |
| M-151 | Urb. Pluebla del Marqués, Mairena del Aljarafe | B    |
| M-152 | Palomares del Río                              | B    |
| M-153 | Almensilla                                     | B    |
| M-155 | Almensilla                                     | B    |

- Carril bici y aparcamiento para bicicletas.